# Балкански войни
С името балкански войни се означават 2 войни в новата история на България и на Балканите изобщо:
- Балканската, водена през октомври 1912 – май 1913;
- Междусъюзническата, водена през юни-юли 1913.

Изразът „Балкански войни“ се използва от чуждестранните историографи за обединяване за посочените войни, които са наречени съответно „Първа“ и „Втора“ балканска война. Така те избягват неяснотата за участниците в името на втората война.